# Film in 1922
Dit artikel gaat over de film in het jaar 1922.

## Gebeurtenissen
- 26 november – The Toll of the Sea, de eerste kleurenfilm met technicolor, wordt uitgebracht.

## Succesvolste films
| Plaats | Titel                          | Studio                  | Opbrengst      | Opbrengst | Opbrengst           | Opbrengst |
| Plaats | Titel                          | Studio                  | Internationaal | VS/Canada | Verenigd Koninkrijk | Australië |
| ------ | ------------------------------ | ----------------------- | -------------- | --------- | ------------------- | --------- |
| 1.     | Oliver Twist                   | First National Pictures |                |           |                     |           |
| 2.     | More to Be Pitied Than Scorned | C.B.C. Pictures         |                | $130.000  |                     |           |

## Lijst van films
- Beauty's Worth
- Beyond the Rainbow
- Beyond the Rocks
- A Bill of Divorcement
- Blood and Sand
- Bride's Play
- De bruut
- Chasing the Moon
- Circus Jim (aka Laughter and Tears)
- Cops
- A Daughter of Luxury
- A Doll's House
- Down to the Sea in Ships
- Dr. Jack
- Dr. Mabuse, der Spieler
- The Fighting Streak
- Foolish Wives
- For Big Stakes
- For the Defense
- Forsaking All Others
- Gij zult niet dooden (aka Was She Guilty?)
- Grandma's Boy
- Häxan
- Is Matrimony a Failure?
- De Jantjes
- Just Tony
- Kärlekens ögon
- Laogong zhi aiqing (aka Zhi guo yuan)
- De leugen van Pierrot
- M'Liss (aka The Girl Who Ran Wild)
- The Man Who Played God
- Manslaughter
- More to Be Pitied Than Scorned
- Mottige Janus
- Mud and Sand
- Nanook of the North
- Nice and Friendly
- Nosferatu, eine Symphonie des Grauens
- Number 13 (aka Number Thirteen of Mrs Peabody)
- Oliver Twist
- One Exciting Night
- Pay Day
- Pasteur
- Phantom
- È piccerella
- The Prisoner of Zenda
- Quincy Adams Sawyer (aka Intrige)
- Robin Hood
- Saturday Night
- Shadows
- Sherlock Holmes
- Sky High
- Smilin' Through
- Sodom und Gomorrha
- Tess of the Storm Country
- The Toll of the Sea
- Trifling Women
- Eine versunkene Welt (aka Die Tragödie eines verschollenen Fürstensohnes)
- Das Weib des Pharao
- When Knighthood Was in Flower
- Without Fear
- The Young Diana
- Youth to Youth
- Zhang Xinsheng

## Geboren
| Datum                 | Naam                | Beroep                |
| --------------------- | ------------------- | --------------------- |
| 7 januari († 1992)    | Vincent Gardenia    | Acteur                |
| 13 januari († 1970)   | Albert Lamorisse    | Regisseur             |
| 17 januari            | Betty White         | Actrice               |
| 19 januari († 1996)   | Guy Madison         | Acteur                |
| 21 januari († 2008)   | Paul Scofield       | Acteur                |
| 31 januari († 1996)   | Joanne Dru          | Actrice               |
| 7 februari († 1980)   | Hattie Jacques      | Actrice               |
| 9 februari († 2010)   | Kathryn Grayson     | Zangeres / Actrice    |
| 26 februari († 1976)  | Margaret Leighton   | Actrice               |
| 5 maart († 1975)      | Pier Paolo Pasolini | Regisseur             |
| 20 maart              | Carl Reiner         | Acteur / Regisseur    |
| 21 maart († 2004)     | Russ Meyer          | Regisseur / Producent |
| 5 april († 2009)      | Gale Storm          | Zangeres / Actrice    |
| 27 april († 2012)     | Jack Klugman        | Acteur                |
| 10 mei († 1992)       | Nancy Walker        | Actrice               |
| 27 mei († 2015)       | Christopher Lee     | Acteur                |
| 31 mei († 1992)       | Denholm Elliott     | Acteur                |
| 1 juni († 1991)       | Joan Caulfield      | Actrice               |
| 10 juni († 1969)      | Judy Garland        | Zangeres / Actrice    |
| 26 juni († 2013)      | Eleanor Parker      | Actrice               |
| 26 juli († 2010)      | Blake Edwards       | Regisseur             |
| 8 augustus († 1999)   | Rory Calhoun        | Acteur                |
| 1 september († 2000)  | Vittorio Gassmann   | Acteur / Regisseur    |
| 1 september († 2007)  | Yvonne De Carlo     | Actrice               |
| 14 september († 1988) | Michel Auclair      | Acteur                |
| 15 september († 2011) | Jackie Cooper       | Acteur / Regisseur    |
| 29 september († 2015) | Lizabeth Scott      | Actrice               |
| 31 oktober († 2005)   | Barbara Bel Geddes  | Actrice               |
| 12 november († 2002)  | Kim Hunter          | Actrice               |
| 14 november († 1973)  | Veronica Lake       | Actrice               |
| 2 december († 2000)   | Leo Gordon          | Acteur / Schrijver    |
| 4 december († 1959)   | Gérard Philipe      | Acteur                |
| 22 december († 1999)  | Ruth Roman          | Actrice               |
| 24 december († 1990)  | Ava Gardner         | Actrice               |

## Overleden
| Datum       | Naam                   | Leeftijd | Beroep    |
| ----------- | ---------------------- | -------- | --------- |
| 22 februari | William Desmond Taylor | 49       | Regisseur |

1870-1879 · 1880-1889 · 1890 · 1891 · 1892 · 1893 · 1894 · 1895 · 1896 · 1897 · 1898 · 1899 · 1900 · 1901 · 1902 · 1903 · 1904 · 1905 · 1906 · 1907 · 1908 · 1909 · 1910 · 1911 · 1912 · 1913 · 1914 · 1915 · 1916 · 1917 · 1918 · 1919 · 1920 · 1921 · 1922 · 1923 · 1924 · 1925 · 1926 · 1927 · 1928 · 1929 · 1930 · 1931 · 1932 · 1933 · 1934 · 1935 · 1936 · 1937 · 1938 · 1939 · 1940 · 1941 · 1942 · 1943 · 1944 · 1945 · 1946 · 1947 · 1948 · 1949 · 1950 · 1951 · 1952 · 1953 · 1954 · 1955 · 1956 · 1957 · 1958 · 1959 · 1960 · 1961 · 1962 · 1963 · 1964 · 1965 · 1966 · 1967 · 1968 · 1969 · 1970 · 1971 · 1972 · 1973 · 1974 · 1975 · 1976 · 1977 · 1978 · 1979 · 1980 · 1981 · 1982 · 1983 · 1984 · 1985 · 1986 · 1987 · 1988 · 1989 · 1990 · 1991 · 1992 · 1993 · 1994 · 1995 · 1996 · 1997 · 1998 · 1999 · 2000 · 2001 · 2002 · 2003 · 2004 · 2005 · 2006 · 2007 · 2008 · 2009 · 2010 · 2011 · 2012 · 2013 · 2014 · 2015 · 2016 · 2017 · 2018 · 2019 · 2020 · 2021 · 2022 · 2023 · 2024 · 2025